# Euphaea dispar
Euphaea dispar – gatunek ważki z rodziny Euphaeidae.